# Tadeusz Czudowski (powstaniec styczniowy)
Tadeusz Czudowski (ur. w 1818 w Nizkach w guberni mohylewskiej, zginął w 1863) – dowódca oddziału wojsk polskich w czasie powstania styczniowego, filantrop, polski działacz narodowy i społeczny, ziemianin.
Urodził się w majątku Nizkach w powiecie czerykowskim. Był synem Tadeusza Czudowskiego, marszałka czerykowskiego i Justyny z Hołyńskich, oraz bratem powstańca styczniowego i zesłańca Antoniego Czudowskiego.
Uczył się w Instytucie Szlacheckim w Wilnie, a następnie ukończył studia na Uniwersytecie Petersburskim. Tam zaprzyjaźnił się z Jakubem Gieysztorem.
Po studiach osiadł w swym majątku w Krasnem. Sponsorował i wychowywał w duchu patriotycznym młodzież studiującą w Instytucie Rolniczym w Horkach. W 1861 roku był głównym inicjatorem powstania szkółki parafialnej w Horkach. Został wybrany prezydentem sądu w Czerykowie.
Po wybuchu powstania wstąpił do oddziału Kosy-Żukowskiego. W czasie przemarszu w celu połączenia się z oddziałem Ludwika Zwierzdowskiego został zaatakowany przez oddziały rosyjskie, a następnie został ujęty i zabity w czasie próby przeprawy przez rzekę Proń.